# Lutzomyia nuneztovari
Lutzomyia nuneztovari är en tvåvingeart som först beskrevs av Ortíz I. 1954.  Lutzomyia nuneztovari ingår i släktet Lutzomyia och familjen fjärilsmyggor. Utöver nominatformen finns också underarten L. n. anglesi.